# João Café Filho
João Fernandes Café Filho, född 1899 i Natal, död 1970, var Brasiliens president 1954-1955.

## Utmärkelser
- Storkors av Södra korsets orden
- Storkors av tre ordnars band[2]
- Sjöförtjänstorden
- Storkorset av Torn- och svärdsorden[2]

[Redigera Wikidata]